# USA:s högsta domstol
Högsta domstolen (engelska: Supreme Court of the United States, SCOTUS) är den federala domstol som är den högsta rättsliga instansen i USA.
Den består av nio domare som utnämns på livstid av USA:s president, men en majoritet av senatens ledamöter måste godkänna (engelska: advise and consent) utnämningarna för att den nominerade kan tillträda ämbetet.
Alla rättsfall som Högsta domstolen befattar sig med publiceras årligen i United States Reports, som ges ut av United States Government Publishing Office och finns även på hemsidan på USA:s kongressbibliotek.

## Funktion och roll

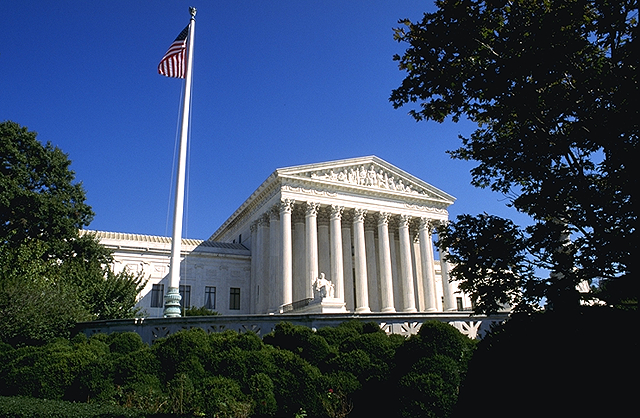
Domstolsbyggnaden i Washington, D.C.

USA:s högsta domstol tar upp mål som gäller tvister mellan olika delstater och mål som har överklagats från lägre instanser i federala domstolar, samt mål från delstatliga domstolar av principiell vikt som berör kompetenser eller rättigheter härledandes från USA:s konstitution. Enbart ett fåtal av de mål som överklagas till domstolen tas upp till prövning. Domstolen är första och enda instans i tvister mellan olika delstater.
Eftersom domstolen är, enligt maktdelningsläran en jämbördig del i USA:s federala statsmakt, kan den i mål överpröva beslut som fattats av presidenten eller kongressen som enligt domstolen strider mot USA:s konstitution.
Även om USA:s konstitution och federal lagstiftning har företräde där det råder konflikt mellan federal och delstatlig lag, så innebär det inte att delstatliga domstolar är underställda federala domstolar eller vice versa. I det amerikanska systemet råder det istället en dualism mellan olika suveräniteter, därför finns det parallella domstolar med olika jurisdiktioner som ibland kan överlappa med varandra.
USA:s högsta domstol erkände 1938 i Erie Railroad Co. mot Tompkins att USA:s konstitution inte tilldelar federala domstolar möjligheten att lagpröva delstatlig lag i civilrättsliga fall. Artikel tre i konstitutionen uppräknar det federala domstolsväsendets makt, men att det endast berör "Förenta staternas lagar" och därmed inte de enskilda delstaternas lagar.
Under senare år har Högsta domstolen alltmer hamnat i centrum för det politiska skeendet i USA (jämför presidentvalet år 2000), och dess ökade politisering har därför kommit att ifrågasättas. Några av domstolens mest kända domslut är Roe mot Wade, Gregg mot Georgia och Citizens United mot FEC, samt de äldre fallen Marbury mot Madison och Dred Scott mot Sandford.

## Domare

Rättsalen.

USA:s kongress fattar beslut genom lag som fastställer antalet domare i domstolen. Mellan 1789 och 1807 fanns det sex domare, mellan 1807 och 1837 sju, mellan 1837 och 1863 nio och sedan 1863 fanns det tio. Sedan 1869 har antal domare varit nio.

### Nuvarande domare

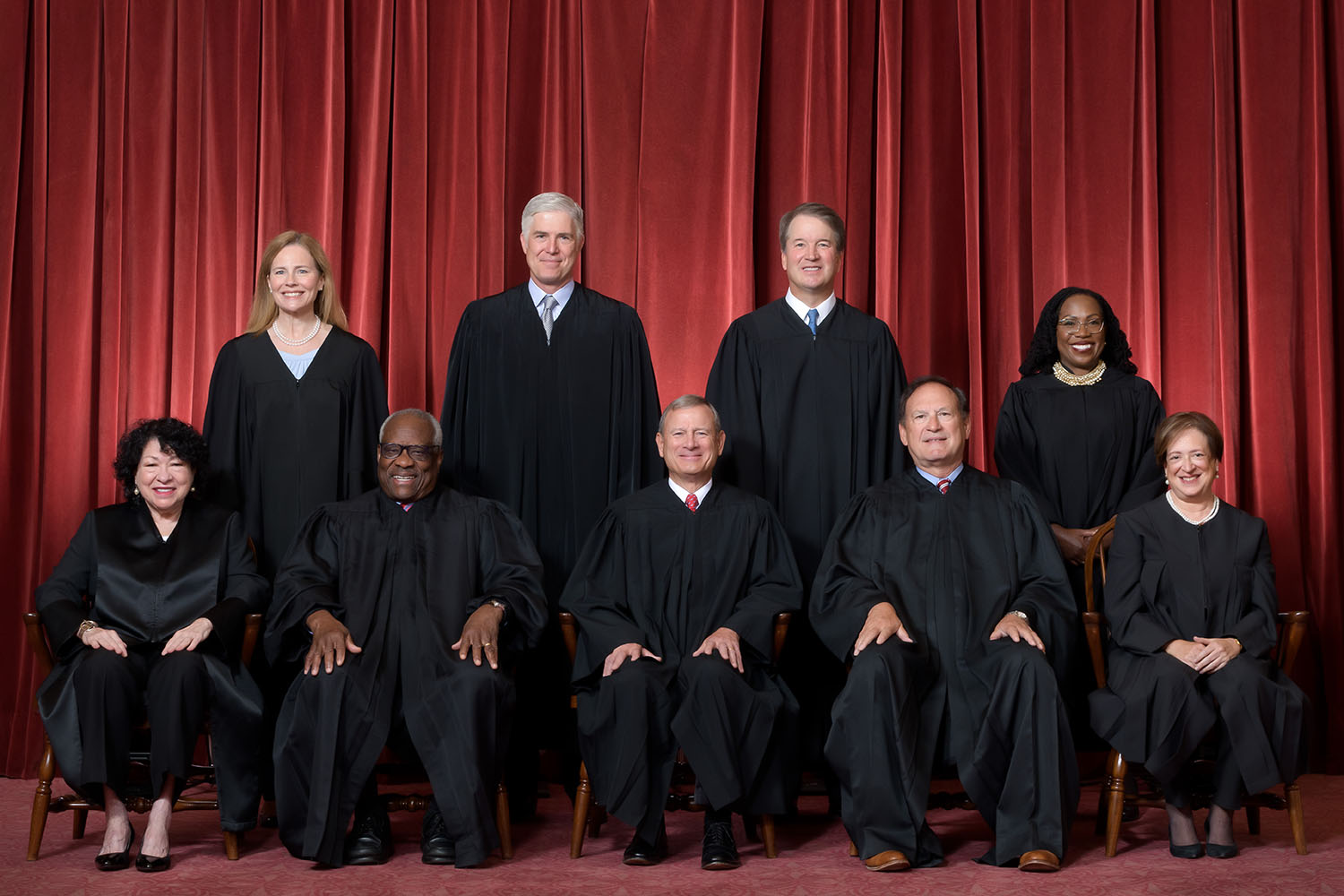
Gruppfoto med högsta domstolens domare i juni 2022
Stående från vänster: Amy Coney Barrett, Neil Gorsuch, Brett Kavanaugh och Ketanji Brown Jackson.
Sittande från vänster: Sonia Sotomayor, Clarence Thomas, chefsdomare John Roberts, Samuel Alito och Elena Kagan.

Roberts, Thomas, Alito, Gorsuch, Kavanaugh och Coney Barrett anses utgöra domstolens konservativa flygel och har samtliga tillsatts av republikanska presidenter. Jackson, Sotomayor och Kagan utgör den liberala flygeln och de har alla tillsatts av demokratiska presidenter. Ruth Bader Ginsburg avled den 18 september 2020 av cancer och tillhörde den liberala flygeln.

### Utnämningshistorik
Domaren Antonin Scalia avled den 13 februari 2016, varpå en av platserna i domstolen blev vakant. President Barack Obama nominerade i mars 2016 Merrick Garland som hans efterträdare, men utnämningen blockerades av senatens republikanska majoritet. Den 30 januari 2017 kunde i stället president Donald Trump nominera Neil Gorsuch till att överta den tomma stolen efter Scalia. Den 7 april 2017 godkändes nomineringen i USA:s senat, varpå Gorsuch svors in som domare den 10 april. Den 31 juli 2018 gick Anthony Kennedy i pension. President Trump nominerade Brett Kavanaugh till Kennedys efterträdare. Den 6 oktober 2018, röstades Kavanaugh igenom som domare. Senaten röstade med resultatet 50–48. Den 27 oktober 2020 utsågs med siffrorna 52–48 Amy Coney Barrett till ny domare efter Ruth Bader Ginsburg som avled 18 september 2020. Utnämningen har vållat stor politisk strid i USA då demokraterna anser att Coney Barrett är alltför konservativ och förstärker domstolens redan befintliga konservativa majoritet samt att platsen efter Bader Ginsburg så nära inpå valet borde fyllas av kommande president och senat.

### Lista över nuvarande domare
| Porträtt | Namn                       | Född                                | Utnämnd av       | Tillträdde        |
| -------- | -------------------------- | ----------------------------------- | ---------------- | ----------------- |
|          | John Roberts (chefsdomare) | 1955 (70 år) Buffalo, New York      | George W. Bush   | 29 september 2005 |
|          | Clarence Thomas            | 1948 (76 år) Pin Point(en), Georgia | George H.W. Bush | 23 oktober 1991   |
|          | Samuel Alito               | 1950 (74 år) Trenton, New Jersey    | George W. Bush   | 31 januari 2006   |
|          | Sonia Sotomayor            | 1954 (70 år) New York, New York     | Barack Obama     | 8 augusti 2009    |
|          | Elena Kagan                | 1960 (64 år) New York, New York     | Barack Obama     | 7 augusti 2010    |
|          | Neil Gorsuch               | 1967 (57 år) Denver, Colorado       | Donald Trump     | 10 april 2017     |
|          | Brett Kavanaugh            | 1965 (60 år) Washington, D.C.       | Donald Trump     | 6 oktober 2018    |
|          | Amy Coney Barrett          | 1972 (53 år) New Orleans, Louisiana | Donald Trump     | 27 oktober 2020   |
|          | Ketanji Brown Jackson      | 1970 (54 år) Washington D.C.        | Joe Biden        | 30 juni 2022      |

### Domstolens demografi
Domstolen har för närvarande fem manliga och fyra kvinnliga domare. Bland de nio domarna finns två afroamerikaner (Thomas och Jackson) och en latinamerikan (Sotomayor). Alitos föräldrar föddes i Italien. År 2022 blev Jackson den första afroamerikanska kvinna i domstolen.

## Några kända fall, i urval
- Brown mot skolstyrelsen (avgjort 17 maj 1954), beslut att förbjuda skolor att segregera elever på grund av hudfärg
- Loving mot Virginia (29 juni 1972), beslut att staterna inte får förbjuda äktenskap mellan personer med olika hudfärg
- Furman mot Georgia (29 juni 1972), beslut att förbjuda dödsstraff
- Roe mot Wade (22 januari 1973), beslut att avkriminalisera abort
- Gregg mot Georgia (2 juli 1976), beslut att tillåta dödsstraff för mord under vissa omständigheter
- Bush mot Gore (12 december 2000), beslut att avbryta rösträkningen i presidentvalet
- Lawrence mot Texas (26 juni 2003), beslut att avkriminalisera sex mellan personer av samma kön
- Obergefell mot Hodges (26 juni 2015), beslut att staterna inte får hindra samkönade äktenskap
- Dobbs mot Jackson Women's Health Organization (24 juni 2022), beslut om att upphäva Roe mot Wade (se ovan) och den federala rätten till abort.